# ویتژخوویتسه (استان لهستان کوچک‌تر)
ویتژخوویتسه (به لاتین: Wietrzychowice) یک روستا در لهستان است که در گمینا ویتژخوویتسه واقع شده‌است.